# State Street Corporation
State Street Corporation è una società statunitense di servizi finanziari e bancari, fondata nel 1792 con sede a Boston. Quotata sul NYSE, è una delle maggiori società di gestione patrimoniale al mondo con 3.120 miliardi di dollari in gestione  nel 2019 e 34.360 miliardi di dollari in custodia e amministrazione. Classificata al 264º posto su Fortune 500,  (2019) è nella lista delle banche "troppo grandi per fallire" pubblicata dal Financial Stability Board.
La società prende il nome da State Street a Boston: nel XVIII secolo era nota come "Great Street to the Sea" quando Boston era diventata una fiorente capitale marittima. Il logo dell'azienda include un clipper per ricordare proprio l'industria marittima di Boston durante quel periodo.

## Storia
La società affonda le sue radici in Union Bank, nata nel 1792 per volontà del governatore del Massachusetts John Hancock.  Era la terza banca a Boston e il suo ufficio si trovava all'angolo di State e Exchange Streets.  Nel 1865 la Union Bank diventa la National Union Bank of Boston.  State Street Deposit & Trust Co apre nel 1891. E diventa depositario del primo fondo comune statunitense nel 1924, il Massachusetts Investors Trust (ora MFS Investment Management).

### XX secolo
State Street e National Union si uniscono nel 1925, prendendo il nome di State Street. Nel 1955 si unisce alla Seconda Banca Nazionale e nel 1961 alla Rockland-Atlas National Bank. Nel 1966 la società completa la costruzione dello State Street Bank Building, il nuovo edificio della sede che è anche la prima torre per uffici a più piani nel centro di Boston.
Nel 1972 la società apre il suo primo ufficio internazionale a Monaco. Nel 1973 costituisce, in una joint venture al 50% con DST Systems, Boston Financial Data Services, fornitore di servizi di registrazione, intermediazione e di investimento degli azionisti.  Più di 100 collaboratori di alto livello di IBM sono assunti da State Street per l'implementazione dei sistemi informatici mainframe IBM.
Nel 1975 William Edgerly diventa presidente e amministratore delegato della banca e sposta la strategia della società dal settore bancario commerciale agli investimenti e all'elaborazione dei titoli. Durante gli anni ottanta e novanta la società apre uffici a Montréal, Toronto, Dublino, Londra, Parigi, Dubai, Sydney, Wellington, Hong Kong e Tokyo.
Nel 1992 la maggior parte delle entrate di State Street provengono da commissioni per la detenzione di titoli, liquidazione di operazioni, tenuta di registri e contabilità. Nel 1994 la società forma State Street Global Advisors, un'azienda globale di gestione patrimoniale.  Nel 1995 acquisisce Investors Fiduciary Trust of Kansas City per 162 milioni di dollari da DST Systems e Kemper Financial Services. Nel 1999 vende le sue attività bancarie al dettaglio e commerciali al Citizens Financial Group.

### XXI secolo
Nel 2002 è fondata State Street Bank Luxembourg, dal 2018 il protagonista nel settore dei fondi del paese per patrimonio. Nel 2003 acquisisce la divisione di servizi titoli di Deutsche Bank per 1,5 miliardi di dollari. Nello stesso tempo la società cede la propria attività di trust societario a US Bancorp per 725 milioni di dollari e la sua attività di gestione patrimoniale privata alla US Trust.
Nel luglio 2007 acquisisce Investors Bank & Trust per 4,5 miliardi di dollari. Nell'ottobre 2008 il Dipartimento del Tesoro degli Stati Uniti investe 2 miliardi di dollari nella società come parte del "Troubled Asset Relief Program" e nel luglio 2009 la società la prima grande società finanziaria a rimborsare il Tesoro.
Nel 2010 acquisisce Mourant International Finance Administration. Nel maggio 2010 State Street acquisisce anche il ramo banca depositaria di Intesa Sanpaolo per 1,73 miliardi di euro. In dicembre annuncia che avrebbe ridotto del 5% il numero dei dipendenti e diminuito del 10% le retribuzioni orarie degli altri dipendenti tramite un aumento dell'orario di lavoro standard.
Nel novembre 2011 la società entra a far parte delle 29 banche sistemiche del mondo. L'anno dopo, nel 2012, acquisisce Goldman Sachs Administration Services, attiva negli hedge fund, per 550 milioni di dollari. Due anni più tardi, nel novembre 2014, cede a SSARIS Advisors la sua unità di hedge fund.
Nel luglio 2016 rileva l'attività di gestione patrimoniale di General Electric. Nello stesso anno lancia un programma chiamato Beacon, incentrato sul taglio dei costi e sul miglioramento della tecnologia di reporting. Nel 2017 lascia Jay Hooley, l'amministratore delegato della società: va in pensione.
Nel luglio 2018 State Street annuncia l'intenzione di acquisire Charles River Systems, un fornitore di dati di investimento e software di analisi di Burlington, Massachusetts.  L'operazione dovrebbe concludersi nel quarto trimestre del 2018 ad un costo di circa $ 2,6 miliardi che sarà finanziato dalla sospensione dei riacquisti di azioni e dall'emissione di azioni ordinarie privilegiate e privilegiate.

## Organizzazione
La società opera in 100 mercati geografici diversi con circa 39.000 dipendenti (2019) occupandosi principalmente dell'attività di banca depositaria (custodia globale, controllo di regolarità delle operazioni, calcoli, amministrazione delle quote dei fondi e di servizi ausiliari come gestione dei cambi e del prestito di titoli).
State Street gestisce circa il 40% dei fondi negli Stati Uniti e il 37% dei fondi pensione. In Giappone, la quota nel mercato dei fondi è di circa il 30%, mentre in Germania, Canada e Regno Unito è circa il 20%.
State Street è organizzata in tre divisioni principali. Global Services fornisce servizi di custodia e amministrazione; Global Advisors fornisce servizi di investment management;. Global Markets offre investment research e servizi di trading agli investitori istituzionali.